# Jan Johansen (Kanute)
Jan Johansen (* 3. Dezember 1944 in Tønsberg) ist ein ehemaliger norwegischer Kanute und Olympiasieger.

## Karriere
Jan Johansen nahm bei seinem Olympiadebüt 1968 in Mexiko-Stadt im Vierer-Kajak teil und erreichte gemeinsam mit Steinar Amundsen, Tore Berger und Egil Søby auf der 1000-Meter-Strecke jeweils als Zweite ihres Vorlaufs und Gewinner ihres Halbfinallaufs das Finale. Dieses schlossen sie mit einer Rennzeit von 3:14,38 Minuten vor dem Team aus Rumänien und dem ungarischen Vierer auf dem ersten Platz ab und wurden damit Olympiasieger. Bei den Olympischen Spielen 1972 in München gehörte Johansen erneut zum norwegischen Aufgebot im Vierer-Kajak, dessen Besetzung im Vergleich zum Olympiasieg 1968 insgesamt unverändert blieb. Diesmal gelang den Norwegern sowohl im Vorlauf als auch im Halbfinale ein Sieg, im Endlauf mussten sie sich jedoch nach 3:15,27 Minuten dem sowjetischen und dem rumänischen Vierer geschlagen geben, womit sie die Bronzemedaille gewannen.
Weitere Erfolge erzielte Johansen auf der 10.000-Meter-Distanz. Bei den Weltmeisterschaften 1966 in Berlin und 1971 in Belgrad belegte er im Zweier-Kajak mit Egil Søby jeweils den zweiten Platz, während er dazwischen 1970 in Kopenhagen mit Søby, Tore Berger und Steinar Amundsen im Vierer-Kajak Weltmeister wurde. Darüber hinaus sicherte er sich bei den Europameisterschaften 1969 in Moskau im Zweier-Kajak Silber sowie mit dem Vierer-Kajak den Titelgewinn.
Johansen wurde zusammen mit Berger, Amundsen und Søby für ihren Olympiasieg 1968 mit dem Fearnleys olympiske ærespris ausgezeichnet.